# Maria Klawe

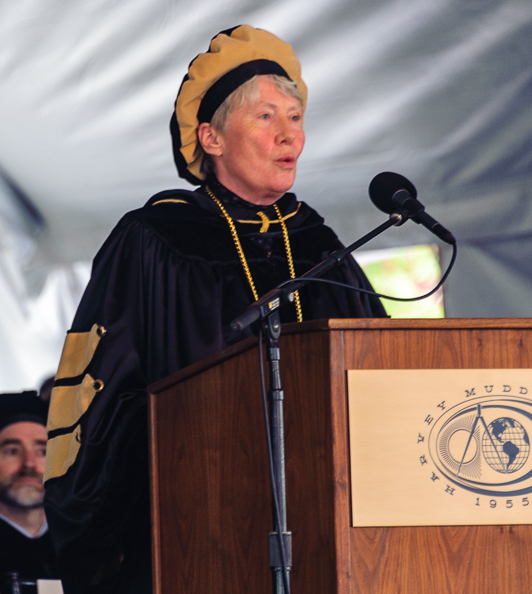
Maria Klawe (2015)

Maria Margaret Klawe (* 23. Juni 1951 in Toronto, Ontario) ist eine US-amerikanische Informatikerin, Mathematikerin und Hochschullehrerin. Sie leitet als erste Frau seit 2006 das Harvey Mudd College in Kalifornien.

## Leben
Klawe verbrachte ihr viertes bis zwölftes Lebensjahr in Schottland und lebte danach mit ihrer Familie in Edmonton, Alberta. Sie studierte an der University of Alberta, wo sie 1973 ihren Bachelor in Mathematik erwarb und 1977 promovierte mit dem Thema: Studies in Amenable Semigroups. Sie arbeitete acht Jahre bei IBM Research in San Jose, Kalifornien. 1980 heiratete sie den Informatiker und Mathematiker Nick Pippenger, mit dem sie für 15 Jahre an die University of British Columbia zog und als Wissenschaftlerin, Vizepräsidentin und Dekanin arbeitete. 2006 übernahm sie als erste Frau die Leitung des Harvey Mudd College in Kalifornien. 2014 wurde sie als Stipendiatin der American Academy of Arts and Sciences auf der Fortune-Liste 2014 unter den 50 größten Führern der Welt an 17. Stelle geführt.

## Forschung und Wirkung
Klawe hat in verschiedenen Bereichen der Mathematik und Informatik bedeutende Forschungsbeiträge geleistet. Sie war Gründerin und Leiterin eines Gemeinschaftsprojekts (EGEMS) zum Entwurf und zur Verwendung von Computerspielen zur Verbesserung der mathematischen Ausbildung für die 4. bis 9. Klasse. Von 1993 bis 2002 entwickelte EGEMS mehrere innovative und erfolgreiche Prototypenspiele und arbeitete maßgeblich an der Identifizierung wichtiger Faktoren für das Design effektiver Lernsoftware. Untersucht wurden auch die Rolle des Geschlechts in technologiebasierten Lernumgebungen und signifikante geschlechtsspezifische Unterschiede in der Interaktion der Schüler mit Computern und Software. 
Diese Forschung wurde schließlich ausgedehnt auf Projekte, welche Frauen dazu brachten, Karrieren in der Informationstechnologie anzustreben und dort Positionen dauerhaft auszufüllen. Klawe ist daran beteiligt gewesen durch den federführenden „NSERC-IBM-Lehrstuhl für Frauen in Wissenschaft und Technik“, den sie von 1997 bis 2002 innehatte.
2019 können durch ein "Jeder kann programmieren"-Programm 90.000 Mädchen und Lernmoderatorinnen bei "Girls Who Code" in allen 50 US-Staaten die Programmiersprache Swift lernen. Für die Leitung solcher Clubs werden weitere Swift-Schulungen organisiert. Apple fördert diese IT-Bildung für Jugendliche unabhängig von ihrer Herkunft und setzt sich mit seinen Developer Academies, mit dem "Jeder kann programmieren"-Curriculum und durch die Zusammenarbeit mit dem Malala Fund und dem National Center for Women and Information Technology NCWIT für das Recht von Mädchen ein, einen gleichberechtigten Zugang wie Jungen zu gewinnen.
2004 war Klawe Präsidentin der "Association for Computing Machinery", ACM, die mit dem US-"National Center for Women & Information Technology", NCWIT, lose verbunden ist.

## Ehrungen
- 1997: Vancouver YWCA-Preis “Women of Distinction” in Wissenschaft und Technologie
- 2001: Kanadische New Media-Ausbilderin des Jahres
- 2001: Ehrendoktorwürde der Ryerson University
- 2003: Ehrendoktorwürde der University of Waterloo
- 2004: Nico Habermann-Preis
- 2004: Ehrendoktorwürde der Queen’s University (Kingston)
- 2005: Ehrendoktorwürde der Dalhousie University
- 2006: Ehrendoktorwürde der Acadia University
- 2007: Ehrendoktorwürde der University of Alberta
- 2017: Academic Leadership Award der Carnegie Steel Company, New York

## Mitgliedschaften
- American Mathematical Society
- American Academy of Arts and Sciences
- Association for Computing Machinery
- Vorsitzende des Kuratoriums des Anita Borg Instituts für Frauen und Technologie in Palo
- Treuhänderin des Mathematical Sciences Research Institute in Berkeley